# Bellucia aequiloba
Bellucia aequiloba är en tvåhjärtbladig växtart som beskrevs av Pilg.. Bellucia aequiloba ingår i släktet Bellucia och familjen Melastomataceae. Inga underarter finns listade i Catalogue of Life.